# Grießbuck 24

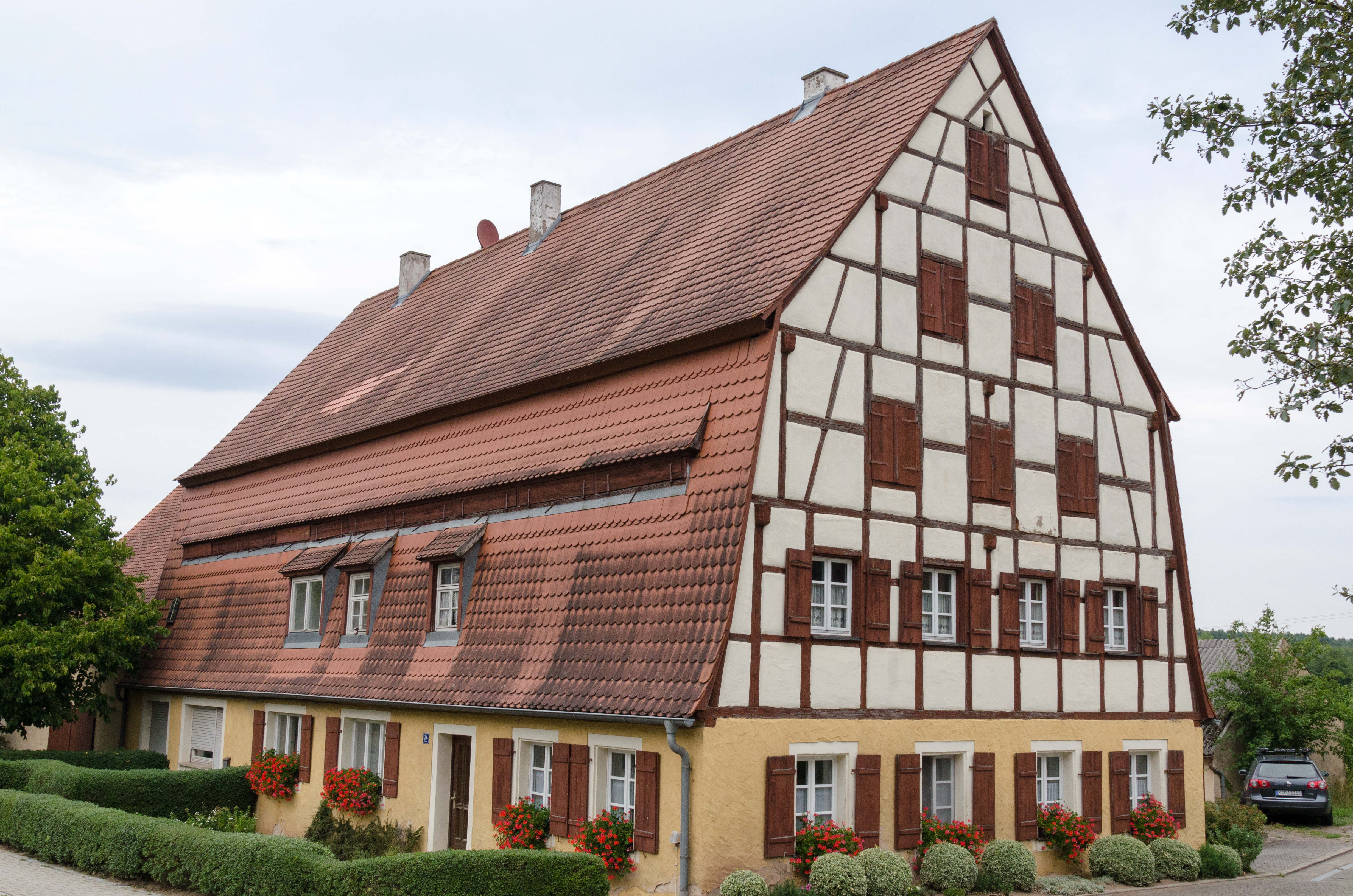
Hopfenbauernhaus in Grießbuck (2015)

Das Gebäude Grießbuck 24 in Griesbuck, einem Gemeindeteil des Marktes Absberg im mittelfränkischen Landkreis Weißenburg-Gunzenhausen in Bayern, wurde um 1800 errichtet. Das Bauernhaus steht auf der Liste der geschützten Baudenkmäler in Bayern.
Der eingeschossige traufständige Bau mit Mansarddach und Trockenluken besitzt einen Fachwerkgiebel.